# Rang-du-Fliers
Rang-du-Fliers är en kommun i departementet Pas-de-Calais i regionen Hauts-de-France i norra Frankrike. Kommunen ligger i kantonen Berck som tillhör arrondissementet Montreuil. År 2022 hade Rang-du-Fliers 4 339 invånare.

## Befolkningsutveckling
Antalet invånare i kommunen Rang-du-Fliers
| Referens: INSEE |